# Toyota Stout
A Toyota Stout egy Pick-up-típus, amelyet a japán Toyota Motor Corporation gyártott 1954-től 1989-ig. Összesen 3 generációja van. Utódja, a Toyota Hilux, 1967-ben került forgalomba.

## Generációi
RK (1954–1960)

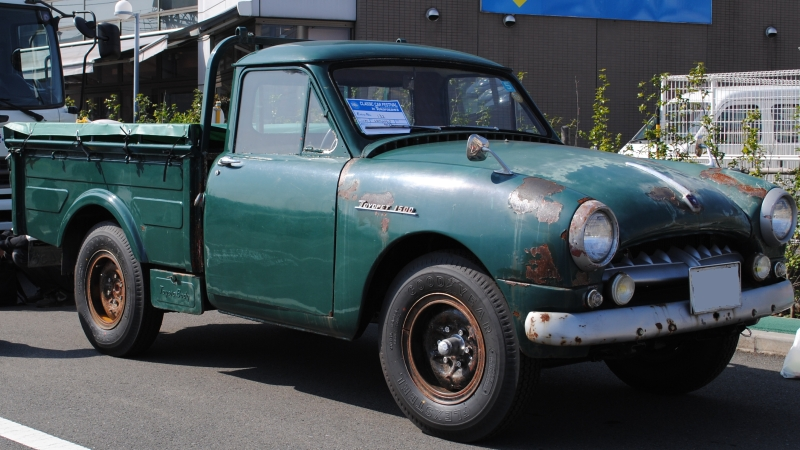
Toyota Stout 1954–1960

Az RK az első generáció. A gyár 1954-től 1960-ig készítette a modelleket.
RK40, RK41, RK43, RK45, RK47, RK100, RK101 (1960–1978)

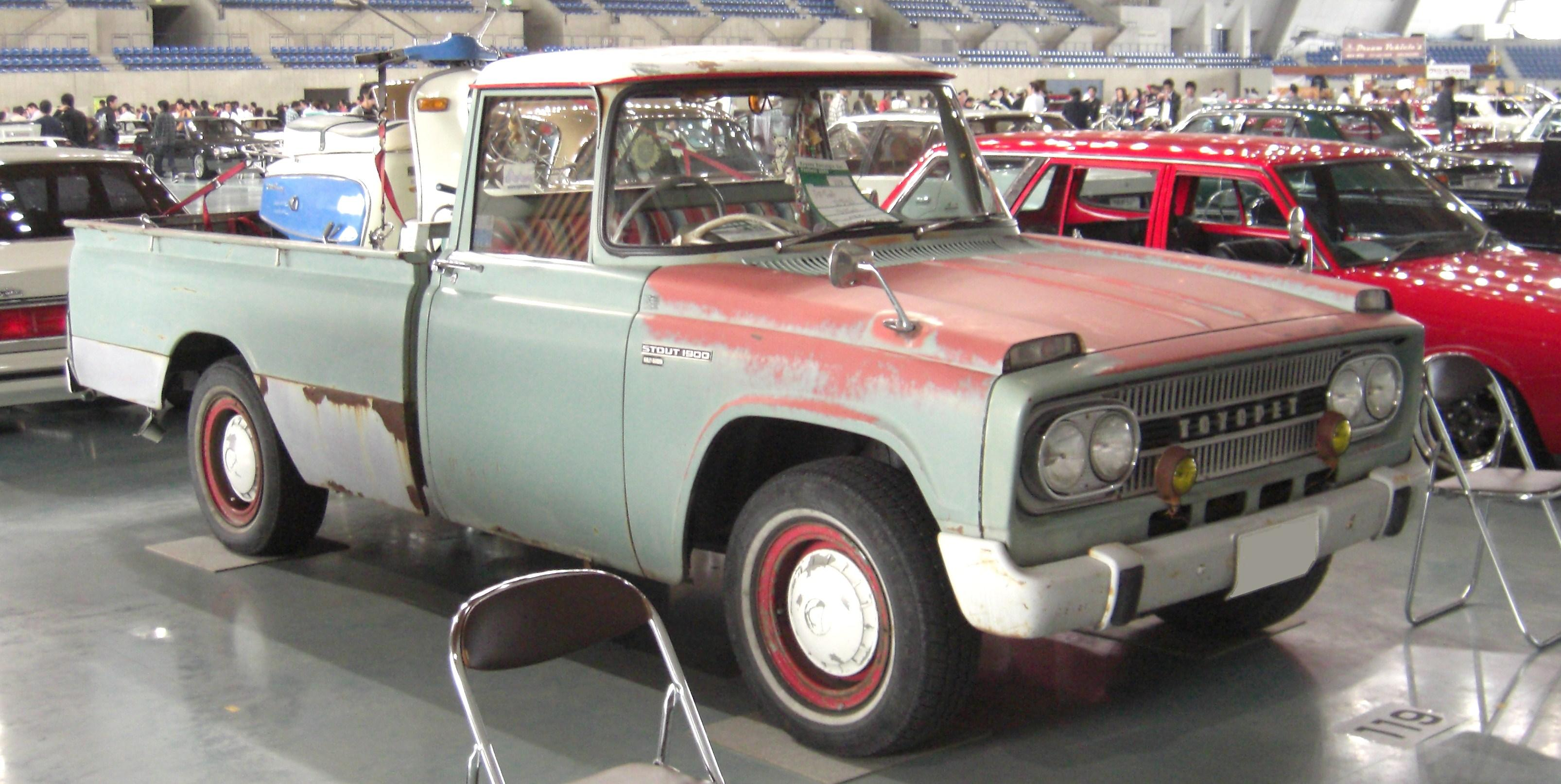
Toyota Stout 1960–1978

Az RK40/RK41/RK43/RK45/RK47/RK100/RK101 a második generáció. A gyár 1960-tól 1978-ig készítette a modelleket.
RK110, RK111, YK110 (1979–1989)

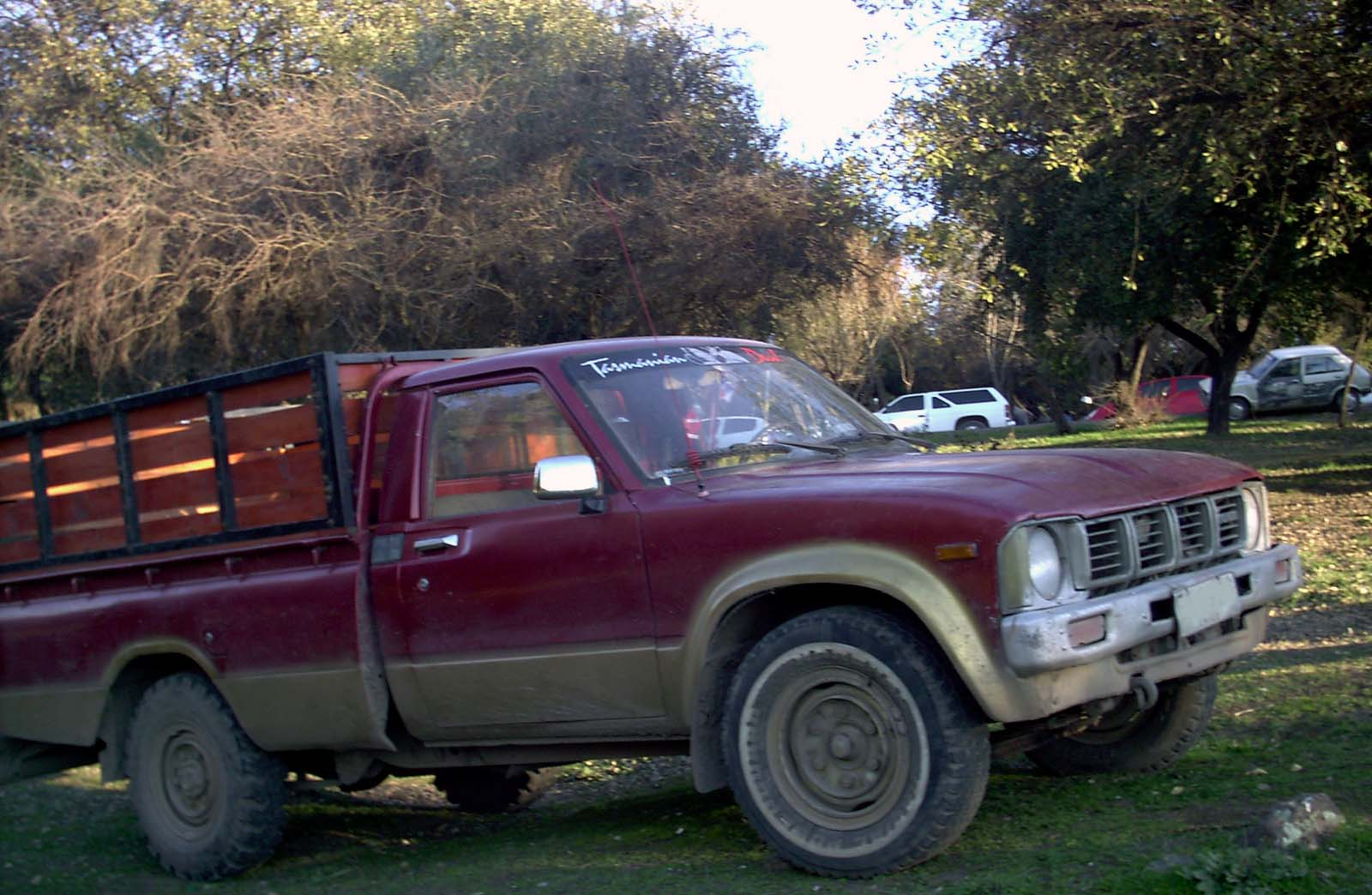
Toyota Stout 1979–1989

Az RK110/RK111/YK110 a harmadik generáció. A gyár 1979-től 1989-ig készítette a modelleket.

## Fordítás
Ez a szócikk részben vagy egészben  a   Toyota Stout című angol Wikipédia-szócikk fordításán alapul.  Az eredeti cikk szerkesztőit annak laptörténete sorolja fel. Ez a jelzés csupán a megfogalmazás eredetét és a szerzői jogokat jelzi, nem szolgál a cikkben szereplő információk forrásmegjelöléseként.